# محمد بايو
محمد بايو (مواليد 4 يونيو 1998) هو لاعب كرة قدم فرنسي يلعب في مركز المهاجم في نادي كليرمونت 63 ومنتخب غينيا.